# (7950) Берёзов
(7950) Берёзов (лат. Berezov) — типичный астероид главного пояса, открыт 28 сентября 1992 года советским астрономом Людмилой Журавлёвой в Крымской астрофизической обсерватории и 4 мая 1999 года назван в честь Берёзова.

## Обнаружение и именование
(7950) Берёзов
Открыт 28 сентября 1992 года в Научном Л. В. Журавлёвой.
Назван в честь сибирского города, основанного в 1593 году, расположенного на реке Сосьва в Ханты-Мансийском национальном округе. В последнее время было открыто богатое месторождение газа, что способствовало росту промышленности и развитию города. Русский князь Александр Данилович Меншиков и его семья были сосланы туда в 1728 году.
Оригинальный текст (англ.)7950 Berezov
Discovered 1992-09-28 by Zhuravleva, L. V. at Nauchnyj.
Named for a Siberian town, founded in 1593, situated on the Sos'va river in the Khanty-Mansi national district. In recent times a rich gas field was discovered that favored the growth of industry and the development of the town. Russian prince Aleksandr Danilovich Menshikov and his family were banished there in 1728.
Источники: DISCOVERY.DB; M.P.C. 34627.

## Орбита

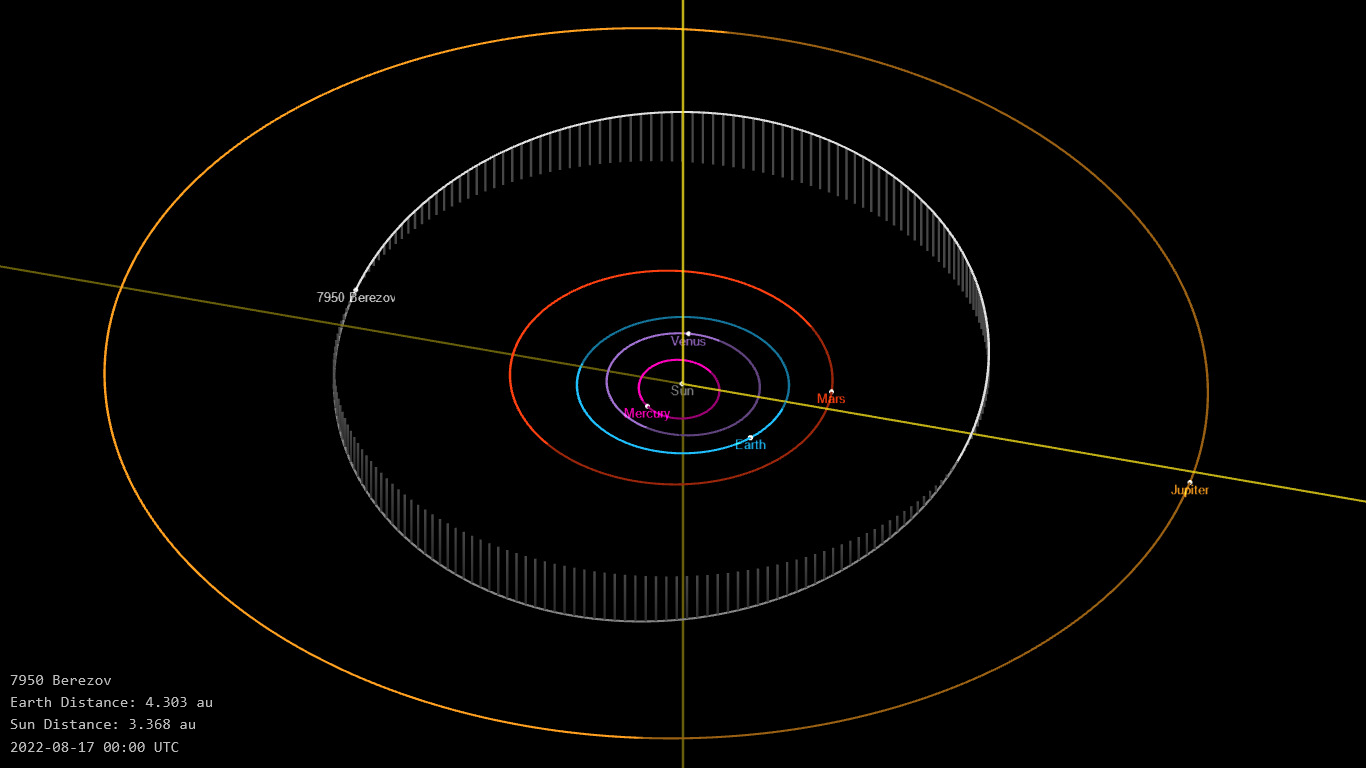
Орбита астероида Берёзов и его положение в Солнечной системе

## Физические характеристики
Из наблюдений телескопа VISTA следует, что астероид относится к таксономическому классу Ds.
По результатам наблюдений в инфракрасном диапазоне орбитальной обсерватории IRAS и спутника Akari и наблюдений в видимом и ближнем инфракрасном диапазоне космического телескопа NEOWISE диаметр астероида сначала оценивался равным 27,1±2 км, позже — 23,803±0,100 км,
22,73±1,42 км, 23,25±5,97 км, 23,23±7,09 км, 25,72±9,39 км и 24,67±8,18 км. Согласно тем же источникам альбедо оценивается как 0,0663±0,011, 0,0415±0,0077, 0,098±0,013, 0,05±0,03, 0,04±0,06, 0,042±0,008, 0,039±0,033 и 0,040±0,043.